# Attacco missilistico libico contro Lampedusa
L'attacco missilistico libico contro Lampedusa, lanciato il 15 aprile 1986 senza causare alcun danno, segnò una grave crisi diplomatica tra Italia e Libia.
Ad essere lanciati contro il territorio italiano furono due missili SS-1 Scud in dotazione alle forze armate libiche, che avrebbero dovuto colpire un'installazione militare del sistema di radionavigazione LORAN della NATO situata sull'isola di Lampedusa come ritorsione per il bombardamento della Libia da parte degli Stati Uniti nell'operazione El Dorado Canyon.

## Il contesto

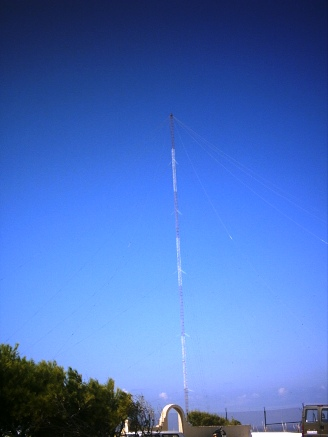
Antenna di 192 m della base militare della Guardia costiera statunitense "Stazione di Sincronizzazione e Trasmissione LO.RA.N.-C Slave "Mediterran Sea/Lampedusa".

Tra il 1985 e il 1986 diversi episodi generarono tensione fra Italia, Stati Uniti e Libia.
Dal 7 all'11 ottobre 1985 si consumò la crisi di Sigonella, un complesso caso diplomatico che rischiò di sfociare in uno scontro armato tra militari italiani da una parte e gli uomini della Delta Force statunitensi dall'altro. A Sigonella i militari italiani avevano impedito a quelli della Delta Force Usa di catturare i dirottatori dell'Achille Lauro ed Abu Abbas, loro capo, che aveva mediato per conto dell'OLP e su richiesta del governo italiano la liberazione della nave.
Il 24 e il 25 marzo 1986, nel golfo della Sirte si svolse un'azione bellica aeronavale degli Stati Uniti d'America contro la Libia.
Il 14 aprile 1986, la sera precedente all'attacco libico missilistico su Lampedusa, gli Stati Uniti d'America sferrarono tre attacchi aerei sulla Libia, al fine di eliminare il presidente Muʿammar Gheddafi. Nome in codice dell'Operazione fu "El Dorado Canyon". 24 aerei bombardieri statunitensi attaccano la capitale libica, Tripoli, e altri 6 obiettivi, distruggendo la residenza di Muʿammar Gheddafi. Fu un'operazione decisa dal presidente degli Stati Uniti Ronald Reagan, in risposta all'attentato alla discoteca La Belle di Berlino del 5 aprile 1986, frequentata da soldati Usa in Germania, con un bilancio di tre morti e 250 feriti.
Il presidente libico sfuggì alle bombe, ma tra le vittime dei bombardamenti statunitensi vi furono Hanna Gheddafi, una delle sue figlie adottive (di 15 mesi d'età) e decine di vittime civili. Gli aerei statunitensi erano decollati dalla Gran Bretagna e dalle portaerei USS America e USS Coral Sea, che incrociavano nel Golfo della Sirte. Secondo quanto riferito dalle autorità libiche e confermato da Giulio Andreotti, Bettino Craxi, allora presidente del consiglio italiano, avrebbe avvisato Gheddafi dell'imminente attacco, consentendogli così di salvarsi.

## La ricostruzione dei fatti
Lampedusa era sede di un centro LORAN della Guardia Costiera Statunitense "Stazione di Sincronizzazione e Trasmissione LO.RA.N.-C Slave "Mediterran Sea / Lampedusa"" ("Xray"), sita a Capo Ponente (35°31′19.74″N 12°31′16.68″E)
Pochi minuti prima delle ore 17:00 del 15 aprile 1986 molti residenti dell'isola di Lampedusa udirono due forti boati. Il primo dispaccio di agenzia li attribuì a "cannonate sparate da una motovedetta libica", poi si pensò ad un attacco aereo, infine, ad un attacco missilistico.

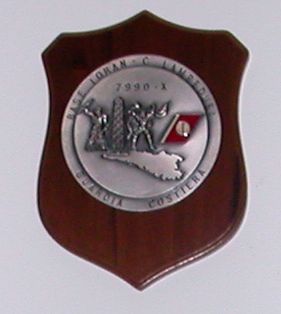
Stemma della base militare della Guardia Costiera italiana "Stazione di Sincronizzazione e Trasmissione LO.RA.N.-C Slave "Mediterran Sea / Lampedusa"" ("Xray").
Il passaggio di consegne fra la US Coast Guard e il Corpo delle capitanerie di porto - Guardia Costiera, avvenne il 1º gennaio 1995.

Il comandante della stazione radio, Tenente Ernest Del Bueno, fece evacuare il personale statunitense, ma non quello italiano.
La notizia dell'evacuazione dei militari statunitensi gettò nel panico gli isolani, che si trasferirono fuori del centro abitato, andando ad occupare i vecchi "dammusi" (vecchie costruzioni in pietra) e le gallerie-ricovero scavate nella roccia durante la seconda guerra mondiale.
Verso le ore 18:00 le Autorità Statunitensi informarono il Ministro della difesa italiano, Giovanni Spadolini, che Muʿammar Gheddafi, Presidente della Libia, aveva ordinato il lancio di due missili SS-1c Scud B - R-300 9K72 Elbrus, di fabbricazione sovietica, contro l'isola di Lampedusa, ordigni che erano caduti in mare, esplodendo il primo a 2 km a nord-ovest ed il secondo a 2 km a sud-ovest dalla base di Capo Ponente.
L'allora generale di brigata aerea Mario Arpino, Capo del 3º Reparto "Pianificazione delle Forze Aerospaziali" dello Stato Maggiore dell'Aeronautica Militare Italiana, dal gennaio 1986 al settembre 1987, in una intervista del 2005, ricorda quegli eventi:
L'attacco missilistico fu immediatamente rivendicato dai libici. Il primo a farlo, 24 ore dopo, il 16 aprile 1986, fu l'ambasciatore libico a Roma, Abdulrahaman Shalgam:

## I dubbi sollevati dal generale Cottone
Il 20 settembre 2005, il generale di squadra aerea Basilio Cottone, all'epoca dei fatti capo di Stato Maggiore dell'Aeronautica Militare dichiarò:
Il generale Arpino, secondo un articolo de L'Espresso, affermò:
La versione del generale Cottone, non corroborata da alcuna fonte, risultò smentita sia dalle autorità libiche sia da Giulio Andreotti, all'epoca Ministro degli Esteri, che nel 2005 commentò così la vicenda:

## Operazione Girasole

L'incrociatore lanciamissili Andrea Doria

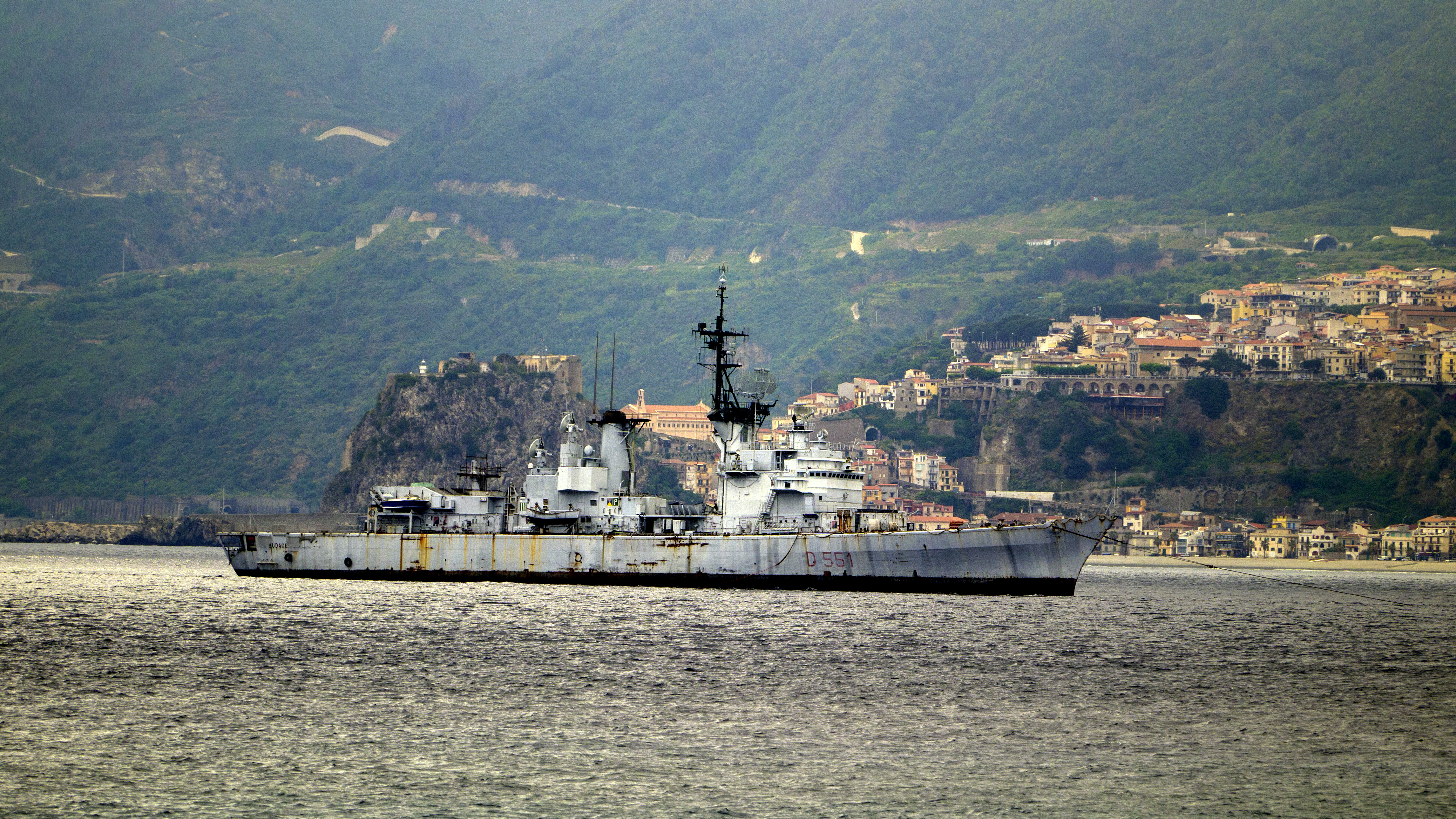
Il cacciatorpediniere Audace

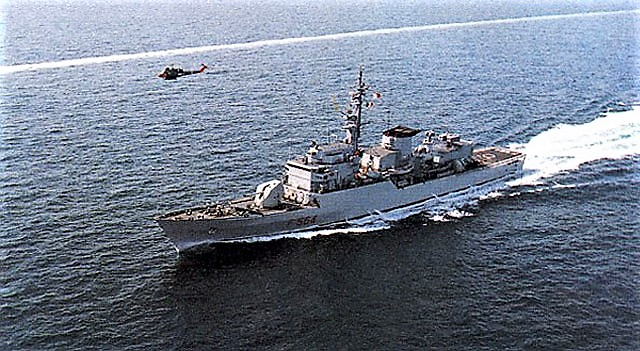
La fregata Lupo

Il 16 aprile 1986, all'alba, l'isola di Lampedusa venne presidiata da reparti militari italiani dei paracadutisti della Folgore; tra gli altri, venne schierata una componente del 1º Battaglione carabinieri paracadutisti Tuscania. Si dette immediatamente inizio all'Operazione Girasole, che durò fino al luglio 1986, orientata al pattugliamento delle acque territoriali italiane e del Canale di Sicilia da parte di una squadra navale composta dalle seguenti unità della Marina Militare:
- Incrociatore Andrea Doria;
- Cacciatorpediniere Audace;
- Fregata Lupo.
- Fregata Libeccio
- Cacciatorpediniere Intrepido
- Rifornitrice di squadra Stromboli

L'Aeronautica Militare assicurò la scorta ai velivoli civili da e per le Isole minori con caccia F-104, effettuò attività di ricognizione con cacciabombardieri Tornado e concorse al pattugliamento dell'area con velivoli BR1150 Atlantic. Trasportò inoltre con C-130H e G.222 i Reparti dell'Esercito a presidio di Lampedusa e, per ogni evenienza, tenne pronta anche una cellula d'allarme di cacciabombardieri Tornado, presso l'aeroporto di Pantelleria, dove furono anche rischierati gli MB.339.